# Висландер, Юя
Юя Висландер (швед. Jujja Wieslander), урождённая Бергквист (швед. Bergkvist, род. 12 июня 1944, Стокгольм) — шведская детская писательница, наиболее известная своим вымышленным персонажем Мама Му, который был воплощён в полнометражном анимационном фильме «Мама Му и Ворон» (2008). В 2005 году она была удостоена премии Астрид Линдгрен.